# Раджа Ахмад-шах
Раджа Ахмад-шах (д/н — після 1538) — 10-й султан Хандешу у 1537 році.

## Життєпис
Син Міран Мухаммад-шаха I. Посів трон у травні 1457 року після раптової смерті батька. Втім панував лише декілька тижнів, оскільки був повалений своїм стрийком, що прийняв ім'я Міран Мубарак-шах. Втім останній висунув Раджу Ахмад-шаха на трон Гуджаратського султанату, оскільки трон тм бажав зайняти ще його батько. Проте 1538 року гуджаратська армія на чолі із Іхтіяр-ханом Сіддікі завдала рішучої поразки Мірану Мубарак-шаху. Подальша доля Раджи Ахмад-шаха невідома.